# Jeremiah Evarts
Jeremiah F. Evarts, né le 3 février 1781 à Sunderland dans le Vermont et mort le 10 mai 1831 à Charleston est un avocat, éditeur, missionnaire chrétien, réformiste, militant pour les droits des Amérindiens aux États-Unis et farouche opposant à l’Indian Removal Act du président Andrew Jackson.

## Études et famille
Jeremiah est le fils de Sarah et James Evarts, un pionnier de la conquête de l'Ouest. Il suit des études de droit puis obtient son diplôme à l'université Yale en 1802. Il épouse, en septembre 1804, Mehitabel Sherman, veuve de Daniel Barnes, une des Filles de la Révolution américaine dont le père Roger Sherman est signataire de la Déclaration d'indépendance des États-Unis. Il est admis au barreau du Connecticut, en 1806 et ouvre un cabinet à New Haven. Jeremiah et Mehitabel Evarts ont deux fils John et William Maxell, qui devint plus tard Secrétaire d'État des États-Unis, procureur général des États-Unis et sénateur pour l'État de New York.

## Carrière
En 1805, Jedidiah Morse fonde The Panoplist, auquel Evarts contribue en écrivant sous divers pseudonymes avant de devenir éditeur du journal en 1809. Il est clairement influencé par le second grand éveil des protestants aux États-Unis et s'engage dans l'American Board of Commissioners for Foreign Missions (mouvement des missions aux États-Unis) dont il est trésorier jusqu'en 1820, puis secrétaire jusqu'à sa mort,.

### Lutte pour les droits des Amérindiens

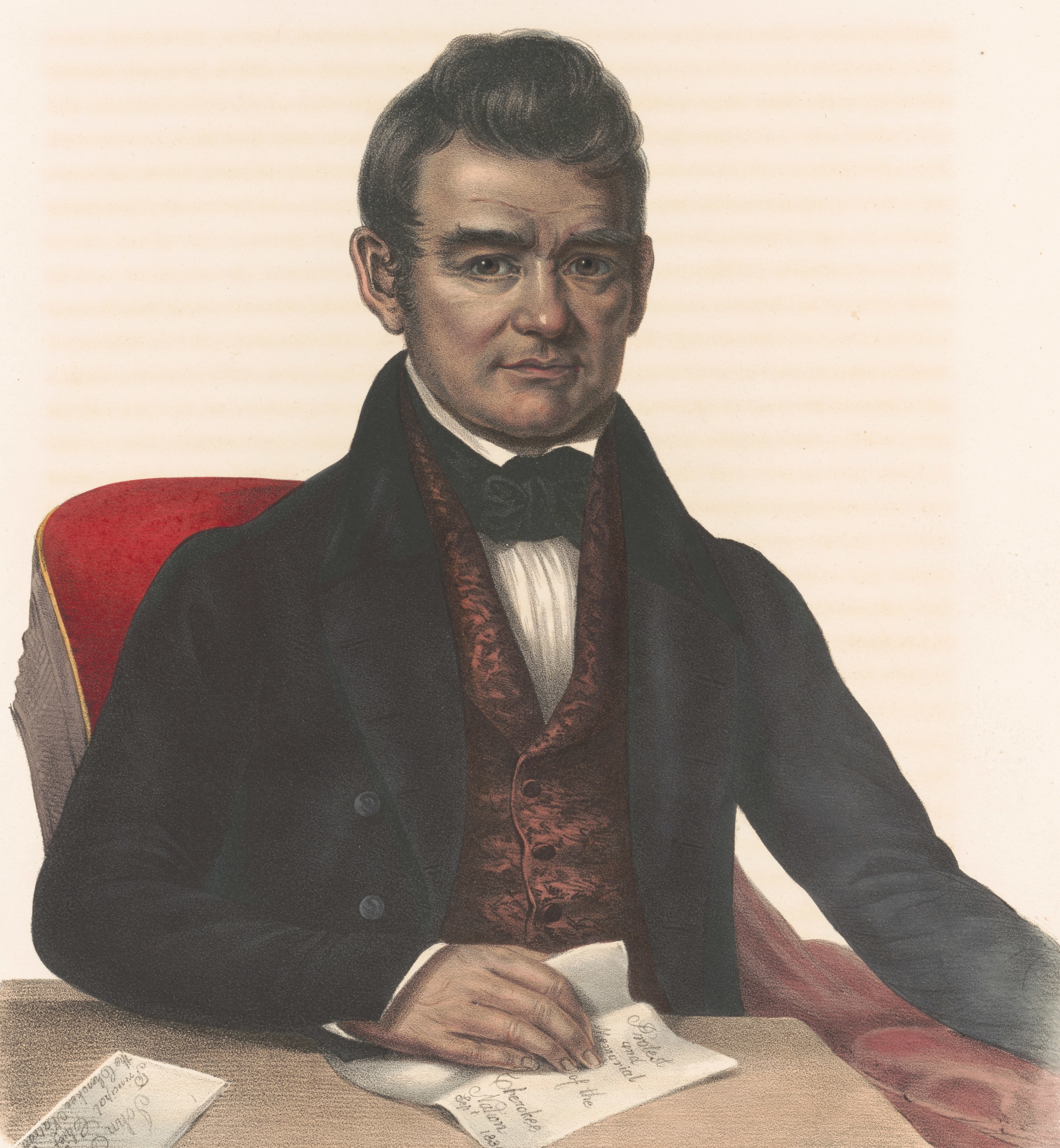
John Ross chef de la Nation Cherokee entre 1828 et 1839

En tant que collaborateur, puis éditeur du Panoplist, Evarts y publie plus de deux cents articles dont vingt-quatre relatifs aux droits des Indiens, sous le nom de plume de « William Penn ». Il devient l'un des principaux opposants à la déportation des Indiens d'Amérique en général et à celle des Cherokee en particulier. Il participe à plusieurs campagnes de lobbying, pour convaincre le Congrès et le président John Quincy Adams d'allouer un budget aux efforts de civilisation des peuples premiers. Il devient l'un des leaders de la lutte infructueuse contre l'Indian Removal Act du président Andrew Jackson en 1830. Loi qui a conduit à la déportation des Cherokees en 1838, connue sous le nom de Piste des Larmes,.
L'historien John Andrew explique comment Evarts espérait faire échec à l'Indian Removal Act:
« La tactique d'Evarts était claire. Il avait prévu d'organiser une phalange de députés, sympathisants de la cause, pour s'opposer à l'Indian Removal Act devant la Chambre et le Sénat, dans l'espoir de convaincre suffisamment de Jacksoniens que l'immoralité de cette déportation les obligeait à s'opposer au projet de loi. Dans un même temps, il continuerait son tir de barrage envers le public par des lettres, des pamphlets et des articles sur la question indienne, ainsi que toute autre information susceptible de créer un mouvement d'opinion publique contre la déportation. »
En 1830, la Géorgie adopte une loi qui interdit aux Blancs de vivre sur les territoires indiens sans autorisation de l'État, après le 31 mars 1831. Cette loi a été rédigée afin de chasser les missionnaires blancs qu'Evarts avait organisés à travers l'American Board of Commissioners for Foreign Missions. Ces missionnaires tentaient d'aider les Indiens à résister à la déportation par des efforts visant à les intégrer dans la société blanche grâce à la conversion et à l'éducation. Dans la foulée de l'adoption de ce texte en Géorgie, Evarts encourage les Cherokees à défendre leurs droits devant la Cour suprême des États-Unis contre cette loi et d'autres qui selon eux ne visent qu'à les anéantir. Malheureusement, l'arrêt de la Cour suprême des États-Unis, Cherokee Nation v. Georgia, leur donne tort.

## Mort et postérité
Jeremiah Evarts meurt de tuberculose, le 10 mai 1831, à Charleston en Caroline du Sud, ayant sans doute épuisé ses forces dans sa campagne contre l'Indian Removal Act. Il repose au Grove Street Cemetery à New Haven. Selon l'historien Francis Paul Prucha, « la croisade chrétienne contre la déportation des indiens mourut avec Evarts ».
L'effet qu'eut l'engagement d'Evarts en faveur des droits des peuples autochtones sur la politique étrangère de États-Unis, conduite par son fils William M. Evarts, entre 1877 et 1881, demeure une question pour les historiens. Les arguments moraux et religieux dont usa Evarts contre l'Indian Removal Act eurent plus tard un écho dans le mouvement abolitionniste.